# Dmitri Sénnikov
Dmitri Aleksándrovich Sénnikov (en ruso: Дмитрий Александрович Сенников; San Petersburgo, Rusia, 24 de junio de 1976) es un exfutbolista ruso. Jugaba de defensa y su último equipo fue el Lokomotiv Moscú de la Primera División de Rusia.

## Selección nacional
Ha sido internacional con la Selección de fútbol de Rusia, ha jugado 26 partidos internacionales.

### Participaciones en Copas del Mundo
| Mundial                        | Sede                  | Resultado    |
| ------------------------------ | --------------------- | ------------ |
| Copa Mundial de Fútbol de 2002 | Corea del Sur y Japón | Primera fase |

## Clubes
| Club                    | País  | Año       |
| ----------------------- | ----- | --------- |
| Lokomotiv St Petersburg | Rusia | 1996-1997 |
| CSKA Moscú              | Rusia | 1998      |
| Shinnik Yaroslavl       | Rusia | 1998      |
| Rubin Kazan             | Rusia | 1999      |
| Lokomotiv Moscú         | Rusia | 2000-2010 |

## Palmarés

### Campeonatos nacionales
| Título                    | Club            | País            | Año  |
| ------------------------- | --------------- | --------------- | ---- |
| Copa de Rusia             | Lokomotiv Moscú | Rusia           | 2000 |
| Copa de Rusia             | Lokomotiv Moscú | Rusia           | 2001 |
| Primera División de Rusia | Lokomotiv Moscú | Rusia           | 2002 |
| Supercopa de Rusia        | Rusia           | Lokomotiv Moscú | 2003 |
| Primera División de Rusia | Lokomotiv Moscú | Rusia           | 2004 |
| Copa de la CIS            | Lokomotiv Moscú | Rusia           | 2005 |
| Supercopa de Rusia        | Lokomotiv Moscú | Rusia           | 2005 |